# William Welsh
William Welsh (Filadelfia, 9 febbraio 1870 – Los Angeles, 16 luglio 1946) è stato un attore statunitense molto attivo negli anni del cinema muto.

## Biografia
Nato a Filadelfia, in Pennsylvania, debuttò sullo schermo a 42 anni, nel 1912, in un film di Otis Turner. Gli furono affidati spesso ruoli di una certa importanza. Nella sua carriera, durata dal 1912 al 1936, girò come attore 153 film. L'ultimo di questi fu Cavalry, una produzione a basso costo della Republic Pictures.
Morì nel 1946, dieci anni dopo il suo ritiro dagli schermi, a Los Angeles a 76 anni d'età.

## Filmografia
- Tempted But True, regia di Otis Turner (1912)
- Lady Audley's Secret, regia di Herbert Brenon e Otis Turner (1912)
- Clownland, regia di Otis Turner (1912)
- Home Again, regia di William Robert Daly (1912)
- He Had But Fifty Cents (1912)
- Traffic in Souls, regia di George Loane Tucker (1913)
- Robespierre, regia di Herbert Brenon (1913)
- King the Detective in the Marine Mystery, regia di King Baggot (1914)
- Jim Webb, Senator, regia di King Baggot (1914)
- The Eleventh Dimension, regia di Clem Easton (1915)
- The Blank Page, regia di Lucius Henderson (1915)
- The White Terror, regia di Stuart Paton (1915)
- The Defective Detective (1916)
- The Lords of High Decision, regia di Jack Harvey (1916)
- Autumn, regia di O.A.C. Lund (1916)
- Through Flames to Love, regia di Henry MacRae (1916)
- The Girl Who Feared Daylight, regia di Lucius Henderson (1916)
- Elusive Isabel, regia di Stuart Paton (1916)
- A Wife at Bay, regia di Ben F. Wilson (1916)
- The Limousine Mystery, regia di Lucius Henderson - cortometraggio (1916)
- Peggy and the Law, regia di George Ridgwell (1916)
- Two Seats at the Opera, regia di William Garwood (1916)
- Beyond the Trail, regia di Ben F. Wilson (1916)
- The Narrow Path, regia di Francis J. Grandon (1916)
- The Memory Mill - cortometraggio (1916)
- The Heart of Humanity, regia di Allen Holubar (1918)
- The Little Diplomat, regia di Stuart Paton (1919)
- The Man Tamer, regia di Harry B. Harris (1921)
- Reputation, regia di Stuart Paton (1921)
- Short Skirts, regia di Harry B. Harris (1921)
- Ridin' Wild, regia di Nat Ross (1922)
- Il terremoto (The Shock), regia di Lambert Hillyer (1923)
- Burning Words, regia di Stuart Paton (1923)
- The Red Rider, regia di Clifford Smith (1925)
- The Isle of Forgotten Women, regia di George B. Seitz (1927)
- The Head of the Family, regia di Joseph C. Boyle (1928)
- Poker d'amore (The Mississippi Gambler), regia di Reginald Barker (1929)
- Beyond the Rockies, regia di Fred Allen (1932)
- Cavalry, regia di Robert N. Bradbury (1936)